# Lei de Alimentos e Medicamentos Puros
A Lei de Alimentos e Medicamentos Puros (Pure Food and Drug Act) de 1906, também conhecida como Lei Wiley (Wiley Act) e Lei do Dr. Wiley (Dr. Wiley's Law), foi a primeira de uma série de importantes legislações de proteção ao consumidor promulgadas pelo Congresso dos Estados Unidos, levando à criação da Administração de Alimentos e Medicamentos (FDA). Seu principal objetivo era proibir o tráfego interestadual e internacional de produtos alimentícios e medicamentos adulterados ou com rótulos incorretos, instruindo o Departamento de Química dos EUA a inspecionar esses produtos e encaminhar os infratores ao sistema judiciário. A lei exigia que os ingredientes ativos fossem listados no rótulo da embalagem dos medicamentos e que estes mantivessem níveis de pureza estabelecidos pela Farmacopeia dos Estados Unidos ou pelo Formulário Nacional.
No final do século XIX, a qualidade dos alimentos nos EUA havia diminuído significativamente, à medida que as populações se mudavam para as cidades e o tempo entre a fazenda e o mercado aumentava. Muitos produtores de alimentos passaram a utilizar conservantes perigosos, como formaldeído, para manter os alimentos com aparência de frescos. Simultaneamente, a qualidade dos medicamentos era precária. A medicina charlatã era comum, e muitos produtos causavam dependência ou eram perigosos, sem oferecer efeito curativo real. O ópio e o álcool eram ingredientes frequentes, mesmo em remédios para bebês. O trabalho de jornalistas investigativos expôs as práticas das indústrias alimentícia e farmacêutica, gerando protestos públicos.
Entre os principais relatos estava The Jungle (A Selva), de Upton Sinclair, publicada no mesmo ano da promulgação da lei. Com suas descrições gráficas e chocantes das condições insalubres e práticas inescrupulosas no setor de processamento de carne, a obra manteve a atenção do público nas condições extremamente anti-higiênicas das fábricas. Sinclair observou: “Apontei para o coração do público e, por acidente, acertei-o no estômago”, referindo-se à indignação do público que exigiu ação governamental, resultando na Lei de Alimentos e Medicamentos Puros e na Lei Federal de Inspeção de Carnes de 1906.

## Importância histórica
A Lei de Alimentos e Medicamentos Puros de 1906 foi uma peça fundamental da legislação da Era Progressista, assinada pelo presidente Theodore Roosevelt no mesmo dia em que foi promulgada a Lei Federal de Inspeção de Carnes. A aplicação da Lei de Alimentos e Medicamentos Puros foi atribuída ao Departamento de Química do Departamento de Agricultura dos EUA, que passou a se chamar Administração de Alimentos e Medicamentos dos EUA (FDA) em 1930. A Lei de Inspeção de Carnes foi atribuída ao que hoje é conhecido como Serviço de Inspeção e Segurança Alimentar, que permanece no Departamento de Agricultura dos EUA.
Como a primeira lei federal a regulamentar alimentos e medicamentos, o alcance da lei de 1906 era limitado a produtos que circulavam no comércio interestadual. Embora a legislação tenha se baseado em diversos precedentes e experimentos legais em estados individuais, ela definiu pela primeira vez os termos "marca incorreta" e "adulteração", além de prescrever penalidades para cada uma dessas infrações. A lei reconheceu a Farmacopeia dos EUA e o Formulário Nacional como autoridades de padrões para medicamentos, mas não fez provisões semelhantes para os padrões federais de alimentos. Dessa forma, a lei era predominantemente uma legislação de "verdade na rotulagem", criada para elevar os padrões nos setores de alimentos e medicamentos e proteger tanto a reputação quanto os interesses financeiros de empresários honestos.

## Drogas específicas consideradas viciantes
De acordo com a legislação, os rótulos de medicamentos eram obrigados a listar qualquer um dos dez ingredientes considerados "viciantes" e/ou "perigosos" presentes no produto, sendo vedada a inclusão daqueles que não estivessem presentes. O álcool, a morfina, o ópio e a maconha constavam na lista dessas substâncias. A legislação também estabeleceu um quadro federal de inspetores de alimentos e medicamentos, que foi criticado por um opositor sulista como "um cavalo de Troia com uma barriga cheia de inspetores e outros funcionários". As penalidades previstas na legislação eram modestas; no entanto, uma cláusula menos apreciada mostrou-se mais eficaz do que as sanções monetárias. Os produtos encontrados em violação de diversas disposições da lei estavam sujeitos à apreensão e destruição, custeadas pelo fabricante. Essa medida, aliada à exigência de que todas as condenações fossem publicadas como Avisos de Julgamento, provou ser uma ferramenta significativa na aplicação da lei e teve um efeito dissuasivo sobre possíveis infratores.
As deficiências do estatuto original, perceptíveis na década de 1920, resultaram na substituição do estatuto de 1906 pela Lei Federal de Alimentos, Medicamentos e Cosméticos, promulgada em 1938 e assinada pelo Presidente Franklin Roosevelt. Essa legislação, juntamente com suas numerosas emendas, continua sendo a base legal para a regulamentação federal de todos os alimentos, medicamentos, produtos biológicos, cosméticos, dispositivos médicos, tabaco e dispositivos emissores de radiação pela Administração de Alimentos e Medicamentos dos EUA.

## Histórico da aprovação
Um artigo de 1882 da Scientific American descreve “Novas leis para análise de alimentos e medicamentos” e destaca aspectos históricos. Parte do projeto afirmava que:
Um artigo será considerado adulterado de acordo com o significado desta lei.
A. No caso de medicamentos:
- Se, quando vendido sob ou por um nome reconhecido na Farmacopeia dos Estados Unidos, diferir do padrão de força, qualidade ou pureza estabelecido em tal trabalho;
- Se, quando vendido sob ou por um nome não reconhecido na Farmacopeia dos Estados Unidos, mas encontrado em alguma outra farmacopeia ou outra obra padrão sobre matéria médica, diferir do padrão de potência, qualidade ou pureza estabelecido em tal obra;
- Se sua força ou pureza estiver abaixo do padrão declarado sob o qual é vendido;

B. No caso de alimentos ou bebidas:
- Se qualquer substância ou substâncias inferiores ou mais baratas tiverem sido substituídas, no todo ou em parte, pelo artigo;
- Se algum componente valioso do artigo tiver sido total ou parcialmente extraído;
- Se for uma imitação ou for vendido sob o nome de outro artigo;
- Se consistir, no todo ou em parte, de substância animal ou vegetal doente ou decomposta, pútrida ou apodrecida, manufaturada ou não, ou, no caso do leite, se for produto de um animal doente;
- Se for colorida, revestida, polida ou pulverizada, ocultando danos ou fazendo com que pareça melhor do que realmente é, ou de maior valor.

Foram necessários 27 anos para a adoção do estatuto de 1906, período em que o público se tornou mais consciente de diversos problemas relacionados a alimentos e medicamentos nos EUA. Jornalistas de renome, como Samuel Hopkins Adams, direcionaram suas críticas ao setor de medicamentos patenteados, denunciando produtos com alto teor alcoólico, xaropes calmantes para bebês que continham derivados de ópio, além de “cláusulas vermelhas” em contratos de jornais que condicionavam a manutenção de anúncios de medicamentos patenteados à abstenção de apoio à legislação de regulamentação de alimentos e medicamentos.
O químico-chefe do Departamento de Química, Dr. Harvey Washington Wiley, chamou a atenção do país com seus estudos sobre tabelas higiênicas, que começaram com uma modesta verba do Congresso em 1902. O objetivo do estudo era investigar os efeitos dos conservantes comuns utilizados nos alimentos durante um período de rápidas transformações no suprimento alimentar, impulsionado pela necessidade de alimentar as cidades e sustentar uma nação industrializada, cada vez mais dependente da mão de obra imigrante. Wiley recrutou jovens para realizar todas as refeições em uma mesa comum, enquanto adicionava “doses” crescentes de conservantes, incluindo bórax, benzoato, formaldeído, sulfitos e salicilatos.
Os testes de mesa chamaram a atenção nacional e logo foram apelidados de “The Poison Squad” pela imprensa. Os participantes adotaram o lema “Only the Brave dare eat the fare” ("Somente os corajosos ousam comer a comida"), e a publicidade gerada pelos testes tornou-se, por vezes, um fardo. Embora muitos resultados dos testes tenham sido contestados, não havia dúvida de que o formaldeído era perigoso e foi rapidamente abandonado como conservante. O próprio Wiley acreditava ter encontrado efeitos adversos em grandes doses de cada um dos conservantes, e o público parecia concordar com suas conclusões. Em diversos casos, especialmente em relação ao ketchup e outros condimentos, o uso de conservantes era frequentemente associado a práticas de produção insalubres. Embora a legislação de 1906 não proibisse o uso de alguns desses conservantes, os consumidores passaram a se afastar de muitos produtos que os continham.
A lei de 1906 regulamentava os alimentos e medicamentos que circulavam no comércio interestadual e proibia a fabricação, venda ou transporte de medicamentos patenteados considerados venenosos. A criação dessa lei foi impulsionada pela conscientização pública e pelas denúncias de defensores do interesse público, como Upton Sinclair, Samuel Hopkins Adams, a ativista social Florence Kelley, o pesquisador Harvey W. Wiley e o presidente Theodore Roosevelt.

## Início da Administração de Alimentos e Medicamentos
A lei de 1906 preparou o caminho para a eventual criação da Administração de Alimentos e Medicamentos (FDA) e é geralmente considerada a data de fundação dessa agência, embora ela já existisse antes da aprovação da lei e tenha recebido o nome de FDA posteriormente. Embora a Lei de Alimentos e Medicamentos continue sendo uma legislação fundamental para a missão da FDA, não foi a lei que efetivamente criou a agência. Inicialmente, o Departamento de Química (o precursor da FDA) era responsável pela regulamentação da segurança alimentar. Em 1927, o departamento foi reorganizado e transformado na Administração de Alimentos, Medicamentos e Inseticidas e no Departamento de Química e Solos. A FDIA foi renomeada para FDA em 1930.
A lei de 1906 foi amplamente substituída pela Lei Federal de Alimentos, Medicamentos e Cosméticos de 1938, que é muito mais abrangente.

## Aplicação da rotulagem e ramificações futuras
A Lei de Alimentos e Medicamentos Puros foi inicialmente focada em garantir que os produtos fossem rotulados corretamente. Com o tempo, foram feitos esforços para proibir determinados produtos que não eram seguros, seguidos por tentativas de proibir produtos considerados seguros, mas ineficazes. Um exemplo disso foi a tentativa de proibir a Coca-Cola em 1909 devido ao seu elevado teor de cafeína, que havia substituído a cocaína como ingrediente ativo da bebida em 1903. No caso Estados Unidos v. Forty Barrels and Twenty Kegs of Coca-Cola, o juiz determinou que a Coca-Cola tinha o direito de utilizar a cafeína como bem entendesse, embora a empresa tenha perdido quando o governo recorreu à Suprema Corte. Como resultado, a Coca-Cola chegou a um acordo com o governo dos Estados Unidos para reduzir a quantidade de cafeína em seu produto.
Além da cafeína, a Lei de Alimentos e Medicamentos Puros exigia que substâncias como álcool, cocaína, heroína, morfina e maconha fossem rotuladas com precisão quanto ao conteúdo e à dosagem. Anteriormente, muitos medicamentos eram vendidos como produtos patenteados com ingredientes secretos ou rótulos enganosos. A cocaína, a heroína e outras substâncias continuavam disponíveis legalmente sem receita médica, desde que fossem rotuladas corretamente. Estima-se que a venda de medicamentos patenteados contendo opiáceos tenha diminuído em 33% após a implementação da obrigatoriedade de rotulagem. A Lei de Alimentos e Medicamentos Puros de 1906 é citada por defensores da reforma da política de drogas, como Jim Gray, como um modelo bem-sucedido para a relegalização de drogas atualmente proibidas, defendendo rótulos precisos, monitoramento da pureza e da dosagem, além da educação do consumidor.